# エル・アンヘル
エル・アンヘル（El Angel）のリングネームで知られるオスカル・オマール・プエンテス・モルガド（Oscar Omar Puentes Molgado、1977年8月19日 - ）は、メキシコの覆面レスラー。サカテカス州ノチストラン・デ・メヒア出身。

## 来歴
1996年10月31日にデビュー。デビュー当時はオスカル・セビージャの名の素顔の闘牛士のいでたちのようなルードのプロレスラーであった。
1997年にAAAに登場。2004年にはハッスルに来日。2005年から現在の天使の羽をモチーフにしたテクニコのマスクマンになる。2006年にはプロレスリング・ノアに来日。2009年にAAAを去りインディマットIWRG、ペロス・デル・マールなどを主戦場にする。

## 得意技
ラ・ケブラーダ

## タイトル歴
AAA
ナショナルメキシコアトミコス王座（w/ アラン、デクニス、ビリー・ボーイ）
IWRG
IWRGインターコンチネンタルミドル級王座